# Крымов, Алексей Петрович
Алексе́й Петро́вич Кры́мов (1872—1954) — русский советский хирург, доктор медицины (1907), профессор (1912), академик Академии медицинских наук СССР (1945). Заслуженный деятель науки УССР (1940). Педагог. Один из ведущих отечественных хирургов — основоположников герниологии 1930-х — начала 1950-х г.; предложил оригинальную теорию образования грыж.

## Биография
Алексей Петрович Крымов родился 18 (30) июля 1872 года в Москве в семье известного художника-передвижника П. А. Крымова. Старший брат живописца Н. П. Крымова.
В 1898 году окончил медицинский факультет Императорского Московского университета; сразу после окончания университета ему была присуждена Большая золотая медаль за работу «Камни почек и их хирургическое лечение»; в 1898—1899 годах он — экстерн факультетской хирургической клиники университета.
С 1899 года находился на военной службе: сначала 1 ординатор хирургического отделения Смоленского военного госпиталя, одновременно — ординатор-хирург и заведующий женским хирургическим отделением Смоленской земской больницы, где тесно сотрудничал с С. И. Спасокукоцким; затем, в 1900—1902 годах — хирург полевого госпиталя в Маньчжурии.
В 1902—1906 гг. — заведующий хирургическим отделением Московской больницы для бедных. Участвовал в русско-японской войне, в 1904—1905 годах был военно-полевым хирургом.
С 1906 года — приват-доцент, затем доцент кафедры госпитальной хирургической клиники Московского университета и одновременно, с 1907 года — заведующий хирургическим отделением Московского военного госпиталя и консультант Александровской больницы. В 1907 году защитил докторскую диссертацию «Брюшинно-паховый отросток и его патологическое значение».
В 1912 году переехал в Киев, где по конкурсу был признан лучшим из 13 претендентов и избран профессором кафедры госпитальной клиники медицинского факультета Киевского университета Св. Владимира.
В 1906, 1910 и 1912 гг. побывал в научных командировках в Австро-Венгрии, Германии, Франции и Англии. В качестве консультанта-хирурга Юго-Западного фронта участвовал в Первой мировой войне.
В 1923—1929 годах — заведующий хирургическим отделением Киевской рабочей больницы, а с 1930 года до конца жизни возглавлял кафедру факультетской хирургической клиники Киевского медицинского института (ныне Национальный медицинский университет имени А. А. Богомольца).
В годы Великой Отечественной войны заведовал кафедрой военно-полевой хирургии с травматологией и ортопедией Томского медицинского института (октябрь 1941 — март 1942 года), затем в Челябинске организовал и возглавил хирургическое общество, консультировал в эвакогоспиталях.
А. П. Крымов — инициатор сбора средств для строительства танковой колонны «За Советскую Украину».

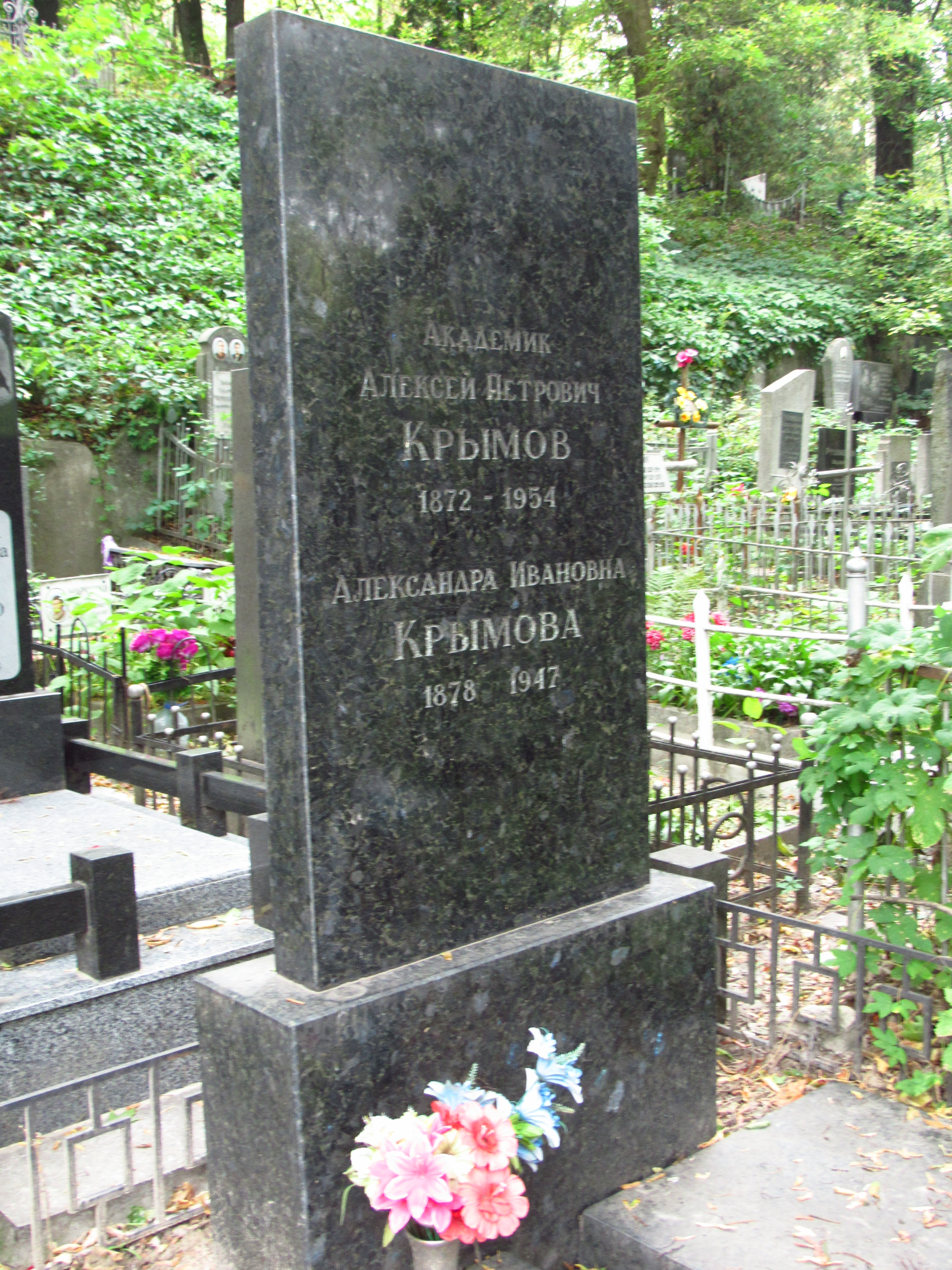
Могила А. П. Крымова

Умер в Киеве 11 декабря 1954 года. Похоронен на Байковом кладбище Киева.

## Научная деятельность
Автор научных исследований, посвящённых вопросам военно-полевой хирургии, диагностики и хирургического лечения черепно-мозговых травм, хирургической инфекции, проблемам абдоминальной хирургии, онкологии, урологии и истории медицины. Изучил и описал процесс образования и закрытия брюшинно-пахового отростка, предложил теорию формирования грыж.
Исследовал патогенез и разновидности паховых и бедренных грыж, разработал оригинальные методики герниотомии. Предложил методику операции по поводу артериовенозных аневризм путём наложения лигатуры на артериовенозный свищ. Впервые изучил и описал концевые аневризмы.
Первым на Украине в 1915 году произвёл перевязку безымянной артерии. Описал методику выявления перитонита через паховый канал, симптом острого аппендицита. Предложил методы оперативных вмешательств при варикоцеле, приёмы нефропексии и особый зажим для фиксации почки при нефротомии, методику удаления нижней конечности с половиной таза. Изучил вопрос об инфицировании почек и паранефрия, первым в мире установил и детально описал наличие в околопочечной клетчатке лимфатических узлов.
Создатель школы хирургов; среди его учеников: А. А. Фёдоровский, М. С. Коломийченко, П. Л. Шупик, А. Р. Шуринок, И. Н. Ищенко, В. Д. Братусь и другие.

## Общественная деятельность
Был избран председателем Физико-медицинского общества в Киеве. Организатор и председатель Украинского и председатель Киевского научного обществ хирургов, член президиума Ассоциации хирургов СССР, член президиума Учёного медицинского совета Наркомздрава (Минздрава) УССР, почётный член Саратовского общества хирургов.

## Избранная библиография
- Учение о грыжах. — СПб.: «Практ. мед.» (В. С. Эттингер) Ф. В. Эттингер, 1911 — одно из самых крупных и значительных исследований по данному вопросу в мировой медицинской литературе; удостоена премии им. академика Буша[2].
- Избранные лекции по военно-полевой хирургии. — Киев: Госмедиздат УССР, 1935 — служили настольным пособием для хирургов в годы Великой Отечественной войны.
- В 1942 году издал монографию «Военно-полевая хирургия», которая и в настоящее время не теряет своей актуальности[3].
- Огнестрельная аневризма. — Челябинск: Медгиз, 1943
- Брюшные грыжи: Краткое руководство для врачей и студентов. — Киев: Госмедиздат УССР, 1950
- монографии об одном из основателей хирургии на Украине Н. М. Волковиче, а также работ о Н. И. Пирогове, С. П. Федорове и др.

## Награды
- орден Ленина (19.1.1948)
- орден Трудового Красного Знамени,
- орден Красной Звезды
- медали
- заслуженный деятель науки УССР
- Почётный гражданин Харькова.

## Память
- Имя А. П. Крымова присвоено кафедре факультетской хирургии Национального медицинского университета им. А. А. Богомольца.